# Lasioglossum malachurum
Lasioglossum malachurum ist eine europäische Bienenart aus der Gattung Lasioglossum, im deutschen wird sie Pförtner-Schmalbiene oder Feldweg-Schmalbiene genannt.

## Merkmale
Lasioglossum malachurum ist eine kleine, dunkel gefärbte Art von 8 bis 9 mm Länge. Sie ist schwarz, aber nicht metallisch glänzend. Die Tergitenden sind strohgelb aufgehellt, und mindestens an Tergit 2 und 3 befinden sich basale Haarflecken. Das Pronotum hat ausgeprägte eckige „Schultern“. Beim Weibchen ist das Gesicht kürzer als breit. Sie ist nur schwer von ähnlichen Arten wie zum Beispiel L. calceatum und L. albipes zu unterscheiden.

## Verbreitung
Die westpaläarktische, wärmeliebende Art kommt in Nordafrika von Marokko bis Tunesien und Ägypten vor, in Eurasien ist sie von Portugal über Süd- und Mitteleuropa bis in den Nahen Osten und Iran nachgewiesen. Die Art ist in Deutschland allgemein weit verbreitet und häufig, in allen Bundesländern außer Schleswig-Holstein nachgewiesen (in Niedersachsen nur historische Funde). Sie ist in fast ganz Österreich (außer Salzburg) und in weiten Teilen der Schweiz verbreitet, jedoch nicht in höheren Lagen.

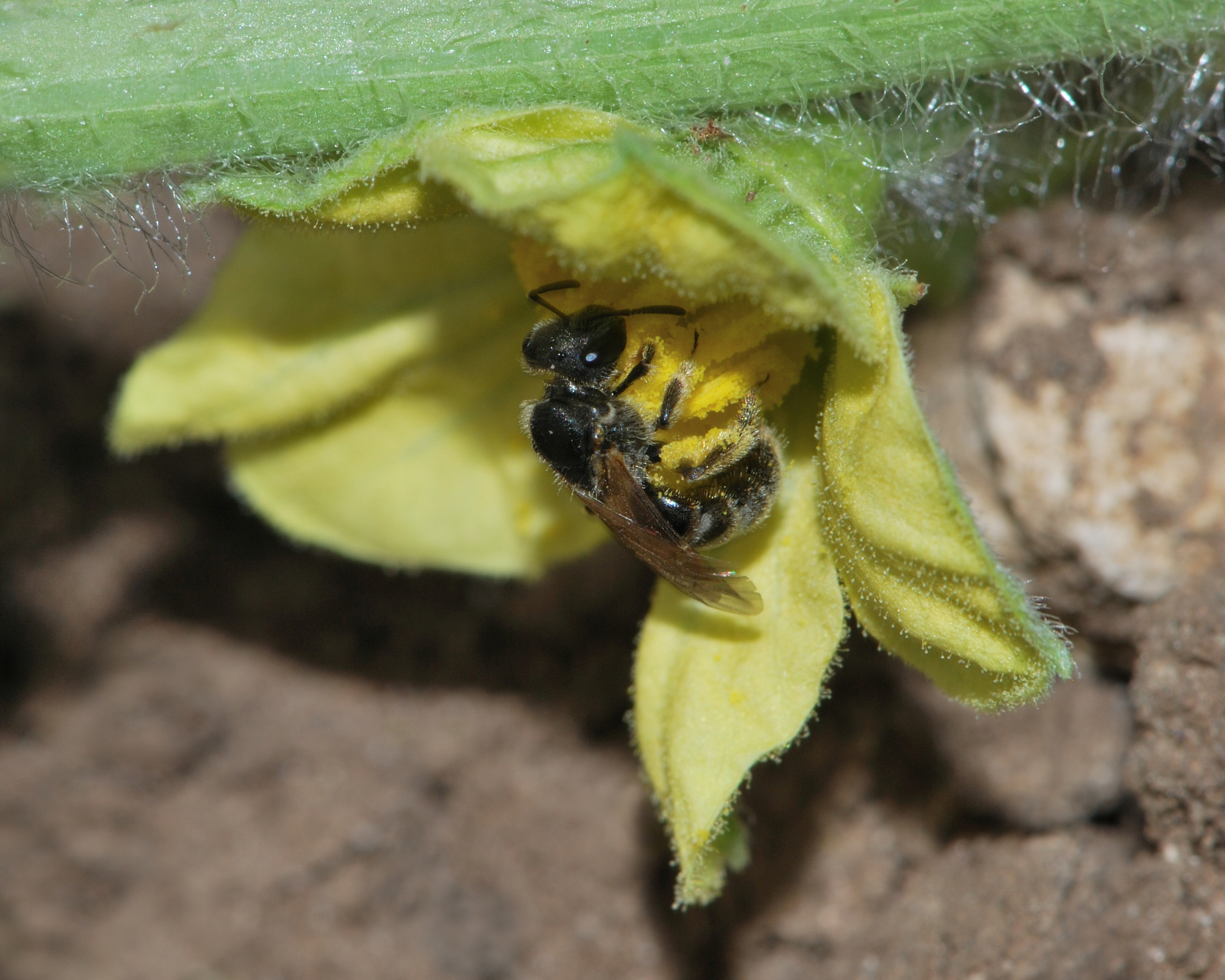
Lasioglossum melachurum, Weibchen

## Lebensweise
Lasioglossum malachurum ist eine eusoziale Art. Sie nistet in selbstgegrabenen Hohlräumen im Boden, überwiegend in Löss- und Lehmgebieten, an sonnigen Waldrändern und im Siedlungsbereich, auch auf Wegen. Häufig nisten die Bienen in Aggregationen von mehreren hundert oder tausend Nestern.
Begattete Weibchen (Königinnen) überwintern gemeinsam in den Nestern, in denen sie geboren wurden. Sie gründen dann im April ein neues Nest, manchmal unter Verwendung eines alten, das entsprechend gereinigt und erweitert wird. Die ersten Nachkommen sind Arbeiterinnen, die deutlich kleiner als die Königinnen sind. Im Laufe des Sommers werden mehrere Bruten aufgezogen. Zwischen den Bruten gibt es Zeiten, in denen nur wenige Bienen fliegen. Zeitweise werden die Nesteingänge mit einem Erdpfropfen verschlossen. Im Laufe der Zeit wird das (unterirdische) Nest nach unten erweitert, bei den späteren Bruten werden die Zellen tiefer angelegt als bei den früheren. Unter den Arbeiterinnen gibt es solche, die vorwiegend Nahrung (Pollen) eintragen, andere bewachen vor allem den Eingang. Die Bienen sammeln Pollen von einem Dutzend Pflanzenfamilien, sind also ausgesprochen polylektisch. Von Ende Juli bis Ende Oktober fliegen die Männchen. Die Paarung erfolgt außerhalb des Nestes. Nestgründerinnen leben etwa 12 bis 13 Monate.
Parasiten: Als Kuckucksbiene parasitiert Sphecodes monilicornis, des Weiteren parasitieren Bombylius (Wollschweber) und Halictoxenos (Fächerflügler) sowie Larven der Blasenkopffliegen bei den Schmalbienen.